# 오클라호마 대학교
오클라호마 대학교(University of Oklahoma, OU)는 미국 오클라호마주 노먼에 위치한 주립 대학이다.